# 柳沢信安
柳沢 信安（やなぎさわ のぶやす）は、江戸時代前期の旗本。通称は長九郎。柳沢安吉の長男。母は窪嶋孫兵衛の娘。
家督相続前の寛文10年（1670年）に父に先立ち死去したため、貞享2年（1685年）に子の時憲が安吉の家督を継いだ。

## 年表
※日付は旧暦
- 正保3年（1646年）3月20日 - 徳川家綱付きとなり、同年8月24日三丸の番を勤める
- 慶安3年（1650年）9月4日 - 大番となり、蔵米200俵を賜る
- 寛文7年（1667年）2月18日 - 新番に転任
- 寛文8年（1668年）12月25日 - 50俵を加増される（都合250俵）
- 寛文10年（1670年）5月3日 - 死去。享年52。月桂寺に葬られる。法名は昌節

## 系譜
- 父：柳沢安吉（1595-1686）
- 母：窪嶋孫兵衛娘
- 室：太田吉宗娘
  - 長男：柳沢時憲（1660-1698）
- 生母不明の子女
  - 女子：匂坂六郎五郎室